# Rhabdozetes pennatus
Rhabdozetes pennatus är en kvalsterart som beskrevs av Hammer 1962. Rhabdozetes pennatus ingår i släktet Rhabdozetes och familjen Microzetidae. Inga underarter finns listade i Catalogue of Life.